# Klasgenoten (Nederland)
Klasgenoten is een Nederlands televisieprogramma dat oorspronkelijk werd gepresenteerd door Koos Postema.
Van 1985 tot en met 1989 werd het uitgezonden door eerst de VARA en later VOO. Vanaf 1989 zou het programma te zien zijn met Postema bij TV10 van Joop van den Ende. Toen die zender niet doorging, werd het programma overgenomen door het toenmalige RTL Véronique, het huidige RTL 4. Postema presenteerde het programma wederom van 1990 tot en met 1994. In 1999 ging een nieuwe reeks van start met Viola Holt als presentatrice, en in 2006 heeft Robert ten Brink een reeks afleveringen gepresenteerd. In 2017 presenteert Viktor Brand op SBS6 een nieuwe reeks.
In het programma Klasgenoten stond elke week een bekende Nederlander centraal, die werd herenigd met zijn of haar klas van de basisschool of middelbare school. In het programma kwamen foto's en filmpjes voorbij die te maken hadden met de schooltijd. In elke aflevering werden steevast dezelfde vragen gesteld: Wie was op wie verliefd?, Wie was de slimste? en Met wie was de eerste zoen? Naast de klasgenoten kwamen er leraren langs of andere personen die een grote betekenis hadden in de jeugdtijd van de bekende Nederlander.
Vergelijkbare televisieprogramma's zijn bijvoorbeeld De Reünie van de KRO en Het mooiste meisje van de klas van de TROS.